# Остров Свердлова
О́стров Све́рдлова — остров архипелага Северная Земля. Административно относится к Таймырскому Долгано-Ненецкому району Красноярского края.

## Расположение
Расположен в центральной части архипелага в 500 метрах от южного берега острова Октябрьской Революции, восточнее мыса Свердлова. Рядом с островом Свердлова лежат другие малые острова: Незаметный — в 1,3 километрах к северо-востоку и Хлебный — в 3,45 километрах к юго-востоку. Кроме того, небольшой, всего 250 метров в длину, остров лежит в 600 метрах к востоку.

## Описание
Имеет неровную, изрезанную небольшими мысами и заливами форму длиной 3,5 километра и шириной до 2 километров. Существенных возвышенностей на острове нет. Вдоль южного побережья — каменистые россыпи.